# Domagoj Duvnjak
Domagoj Duvnjak (1 de junio de 1988, Đakovo, Croacia) es un central croata de balonmano, que desde 2014 juega en el THW Kiel. En 2007, debutó con la selección de balonmano de Croacia, siendo el recambio natural, por su posición, de Ivano Balić. 
En enero de 2014, fue elegido como Mejor Jugador del Año por la IHF, siendo el segundo croata en lograrlo tras Balic.

## Biografía
A los 14 años, fue invitado por el exjugador croata, Irfan Smajlagic, para el combinado nacional. Como cadete, ganó el campeonato de Europa celebrado en Estonia, además de ser elegido mejor jugador del campeonato. Dos años después, debutó con el RK Dakovo en la Liga de Croacia y con 18 años se convirtió en el máximo goleador de la Liga.
Viendo el crecimiento de Domagoj, el club más laureado de Croacia, el RK Zagreb, lo fichó en 2006, donde permaneció 3 años. En su primer año, debutó en la Liga de Campeones de la EHF contra el SG Flensburg-Handewitt con 5 goles, siendo el partido de vuelta contra este mismo equipo su partido más destacado con 9 tantos. A pesar de jugar buenos partidos en general y de lograr 3 victorias en la fase de grupos. El Zagreb quedó eliminado para la siguiente fase, pero continuó su andadura por Europa al disputar la Recopa de Europa, llegando hasta semifinales pero no pudiendo acceder hasta la final. Al finalizar la temporada, su equipo logró tanto la Liga como la Copa de Croacia, hecho que consiguió las tres temporadas que permaneció en la capital croata. Esa misma temporada, debutó con la selección en el Campeonato del Mundo de 2007 de Alemania, finalizando en quinta posición.
En la siguiente temporada, debutó tanto en un Europeo, como en los Juegos Olímpicos de 2008, consiguiendo el subcampeonato europeo, pero no pudieron obtener medalla olímpica al quedar en cuarta posición.
En 2009, el HSV Hamburg, oficializó el fichaje de Domagoj por 2,25 millones de euros, siendo fichaje más caro de la historia del balonmano, por delante de los traspasos como el de Iker Romero o Nikola Karabatić. Su llegada estuvo acompañada de otros compatriotas como Igor Vori y Blazenko Lacković, que ficharon ese mismo verano.
A partir de su fichaje, fue creciendo y demostrando su valor como jugador, disputando sus segundos Juegos Olímpicos, en 2012, logrando el bronce olímpico ante Hungría, anotando 6 goles en la final de consolación, incluidas más medallas internacionales y una Bundesliga en 2011 con el Hamburgo.
En el Campeonato del Mundo, de 2013, lideró a Croacia, en ausencia de Ivano Balić, hasta semifinales, venciendo en los cuartos de final a Francia por 23-30, con 9 goles suyos, siendo designado como mejor jugador del partido. En semifinales, en el partido que Duvnjak jugó con fiebre, Croacia perdió ante Dinamarca. A pesar de la derrota, consiguió la medalla de bronce con su selección, al vencer por 31-26 a Eslovenia, gracias en parte a los 8 goles que anotó. Después de su gran mundial, fue elegido como mejor central del torneo, además de ser el primero en la suma de goles y asistencias, con 41 goles y 27 asistencias.
Lideró a su equipo en la final de la Liga de Campeones de la EHF junto a Michael Kraus, para ganar al FC Barcelona Intersport y conseguir su primera Champions. En junio de 2013, el THW Kiel, confirmó en su página web que Duvnjak jugará en el campeón alemán a partir del verano de 2014.

## Equipos
- RK Đakovo (2004-2006)
- RK Zagreb (2006-2009)
- HSV Hamburg (2009-2014)
- THW Kiel (2014-¿?)

## Estadísticas

### Selección nacional
|  | Líder del Torneo            |
|  | Incluido en el Equipo Ideal |

| Torneo                | Partidos | Ataque | Ataque | Ataque      | Ataque | Ataque      | Ataque | Posición          |
| Torneo                | Partidos | Goles  | Tiros  | Efectividad | Media  | Asistencias | Media  | Posición          |
| --------------------- | -------- | ------ | ------ | ----------- | ------ | ----------- | ------ | ----------------- |
| Europeo 2008          | 7        | 17     | 33     | 52%         | 2,43   | 1           | 0,14   | Medalla de plata  |
| JJ. OO. 2008          | 8        | 24     | 34     | 71%         | 3,00   | 10          | 1,25   | 4.º               |
| Mundial 2009          | 10       | 38     | 66     | 58%         | 3,80   | 11          | 1,10   | Medalla de plata  |
| Europeo 2010          | 8        | 25     | 48     | 52%         | 3,13   | 16          | 2,00   | Medalla de plata  |
| Mundial 2011          | 8        | 13     | 26     | 50%         | 1,63   | 9           | 1,13   | 5.º               |
| Europeo 2012          | 8        | 13     | ¿?     | ¿?          | 1,63   | 23          | 2,88   | Medalla de bronce |
| JJ. OO. 2012          | 8        | 32     | 58     | 55%         | 4,00   | 35          | 4,38   | Medalla de bronce |
| Mundial 2013          | 9        | 40     | 71     | 56%         | 4,44   | 27          | 3,00   | Medalla de bronce |
| Europeo 2014          | 8        | 36     | 64     | 56%         | 4,50   | 37          | 4,63   | 4.º               |
| Mundial 2015          | 9        | 32     | 64     | 50%         | 3,56   | 27          | 3,00   | 6.º               |
| Europeo 2016          | 8        | 25     | 49     | 51%         | 3,13   | 46          | 5,75   | Medalla de bronce |
| JJ. OO. 2016          | 6        | 22     | 44     | 50%         | 3,67   | 26          | 4,33   | Cuartos de final  |
| Mundial 2017          | 6        | 16     | 30     | 53%         | 2,67   | 23          | 3,83   | Cuartos de final  |
| Europeo 2018          | 1        | 2      | 4      | 50%         | 2      | ?           | ?      | 5.º               |
| Mundial 2019          | 9        | 24     | 47     | 51,06%      | 2,66   | ?           | ?      | 5.º               |
| Europeo 2020          | 9        | 36     | 54     | 66,66%      | 4      | ?           | ?      | Medalla de plata  |
| Mundial 2021          | 6        | 8      | 23     | 34,78%      | 1,33   | ?           | ?      | 15.º              |
| Mundial 2023          | 6        | 5      | 11     | 45,45%      | 0,83   | ?           | ?      | 9.º               |
| Europeo 2024          | 5        | 8      | 12     | 66,66%      | 1,6    | ?           | ?      | 11.º              |
| Juegos Olímpicos 2024 | 5        | 14     | 25     | 56%         | 2,8    | ?           | ?      | 9.º               |
| Mundial 2025          | 7        | 5      | 7      | 71,43%      | 0,71   | ?           | ?      | Medalla de plata  |
| Total en su carrera   | 151      | 435    | 770    | 56,49%      | 2,88   | 291         | 2,83   | -                 |

Actualizado a 2 de febrero de 2025.

## Palmarés

### Selección nacional
| Juegos Olímpicos   | Juegos Olímpicos             | Juegos Olímpicos  | Juegos Olímpicos |
| Año                | Lugar                        | Medalla           |                  |
| ------------------ | ---------------------------- | ----------------- | ---------------- |
| 2012               | Londres                      | Medalla de bronce |                  |
| Campeonato Mundial |                              |                   |                  |
| Año                | Lugar                        | Medalla           |                  |
| 2009               | Croacia                      | Medalla de plata  |                  |
| 2013               | España                       | Medalla de bronce |                  |
| 2025               | Croacia, Dinamarca y Noruega | Medalla de plata  |                  |
| Campeonato Europeo |                              |                   |                  |
| Año                | Lugar                        | Medalla           |                  |
| 2008               | Noruega                      | Medalla de plata  |                  |
| 2010               | Austria                      | Medalla de plata  |                  |
| 2012               | Serbia                       | Medalla de bronce |                  |
| 2016               | Polonia                      | Medalla de bronce |                  |
| 2020               | Austria, Noruega y Suecia    | Medalla de plata  |                  |

#### Campeonato de Europa Sub-18
- Medalla de oro en el Campeonato de Europa de 2006

### Clubes

#### RK Zagreb
- Liga de Croacia (2007, 2008 y 2009)
- Copa de Croacia (2007, 2008 y 2009)

#### HSV Hamburg
- EHF Champions League (2013)
- Bundesliga (2011)
- Copa de Alemania (2010)
- Supercopa de Alemania (2009 y 2010)

#### THW Kiel
- Bundesliga (2015, 2020, 2021, 2023)
- Supercopa de Alemania (2014, 2015, 2020, 2021, 2022, 2023)
- Copa de Alemania de balonmano (2017, 2019, 2022)
- Copa EHF (2019)
- Liga de Campeones de la EHF (1): 2020

### Consideraciones personales
- Elegido 5 veces para el All-Star de la Bundesliga (2010, 2011, 2012, 2013 y 2014)
- Mejor Central de la Bundesliga (2011)
- Mejor Central del Mundial (2013)[10]
- Mejor Jugador de la Bundesliga (2013)[33]
- Jugador del Año de la IHF (2013)
- Elegido Mejor Jugador del Año por Handball Planet (2013)[34]
- Mejor Central del Europeo (2014)
- Mejor central del Mundial 2017[35]